# Bartynowski
Bartynowski – polski herb szlachecki, nadany w zaborze austriackim.

## Opis herbu
W polu błękitnym, na murawie zielonej, jednorożec srebrny, biegnący, nad nim gwiazda złota. Herb posiada dwa hełmy. Klejnot na prawym: Pół jednorożca srebrnego, wspiętego, w lewo. Klejnot na hełmie lewym: Trzy pióra strusie; jedno srebrne między dwoma błękitnymi. Labry na obu hełmach błękitne, podbite srebrem.

## Najwcześniejsze wzmianki
Nadany dr. Piotrowi Bartynowskiemu razem z drugim stopniem szlachectwa (Ritter von) w Galicji 6 września 1865 roku.

## Herbowni
Bartynowski.